# Аловерт, Нина Николаевна
Ни́на Никола́евна Алове́рт (род. 21 сентября 1935, Ленинград) — российский и американский фотограф и балетный критик, автор и оформитель многочисленных книг и альбомов, посвящённых балетному искусству и деятелям балета.

## Биография
Родилась в Ленинграде 21 сентября 1935 года в семье фольклориста и литературоведа Елены Александровны Тудоровской и химика Николая Николаевича Аловерта, сына Николая Павловича Аловерта. Родители познакомились и поженились в ссылке, на которую были осуждены в начале 1920-х годов за участие в студенческих волнениях в Ленинграде. Мать после освобождения в 1935 году вернулась в Ленинград, отец был расстрелян в 1937 году. Нина Аловерт жила с матерью в семье своего деда, физика Александра Илларионовича Тудоровского.
В начале Великой Отечественной войны находилась на Украине, куда была вывезена матерью на лето, позже — в Йошкар-Оле (в то время — столице Марийской АССР), по месту эвакуации из Ленинграда Государственного оптического института, в котором работал её дед А. И. Тудоровский.
В 1954 году окончила Ленинградскую школу № 222 и поступила в Ленинградский государственный университет (ЛГУ), который окончила в 1959 году по кафедре истории средних веков исторического факультета. До 1963 года работала на той же кафедре лаборантом. В 1966 году по приглашению театрального режиссёра и художника Н. П. Акимова поступила в Ленинградский театр комедии на должность заведующей музеем театра. Работала референтом в Ленинградском Дворце искусств (1968—1971), театральным фотографом в Драматическом театре им. В. Ф. Комиссаржевской (1972—1974), затем — драматическом татре им. Ленсовета (1974–1977).
В 1977 году вместе с матерью и двумя детьми эмигрировала в США. В настоящее время живёт в штате Нью-Джерси и продолжает работать в области балетной и театральной фотографии; внештатный балетный критик и фотограф журналов «Dance Magazine», «Ballet Review», «Pointe», «Балет»; публиковалась в русскоязычном журнале «Эхо» и газете «Русская мысль» в Париже, в журналах и газетах США («Новое русское слово», «Новый Американец», «Русский Базар», «В Новом Свете», «Элегантный Нью-Йорк», «Чайка»). В 1985—1987 годах выступала с устными рецензиями на радиостанции «Голос Америки». Как балетный фотограф публикуется во многих газетах, журналах и книгах, издаваемых в разных странах мира.

## Творческая деятельность
С начала 1950-х годов занималась фотосъёмкой балета Кировского и Малого театров в Ленинграде и Большого театра в Москве, позднее — спектаклей драматических театров Ленинграда и Москвы. Её балетные фотографии начали публиковаться в книгах издательства «Искусство», а также в журналах и газетах с начала 1960-х годов.
По её инсценировке сказок Х.-К. Андерсена был поставлен спектакль «Волшебные сказки Оле Лукойе» в Театре Комедии (режиссёр Л.Лемке).
Со времени переезда в США регулярно публикуется как автор книг и статей о балете, и как фотограф в американских журналах «Dance Magazine», «Point», «Ballet Review», в газетных изданиях, в том числе и русскоязычной прессе («Новое Русское Слово», «Новый Американец» (гл. редактор — С. Довлатов), «Русский базар», а также в московском журнале «Балет».
Участвовала как автор статей и фотограф в создании справочника по балету «The International Ballet Dictionary» (London, St.James Press, 1994), в справочнике «Кто есть кто в современном мире» (Москва, 2003, 2008).
Фотографии А. публиковались в ряде европейских журналов, а также и в японском журнале «Dance Magazine».
Несколько лет выступала с рецензиями на балетные спектакли на радиостанции «Голос Америки».
Книги Сергея Довлатова, которые сейчас публикуются в России, США и в других странах, оформлены главным образом фотографиями Н. Аловерт.

## Участие в издательских проектах
- «Great Ballet Stars in historic photographs».N.Y., Dover, 1985;
- «A Dance Autobiography by Natalia Makarova». N.Y., Knopf, 1979;
- « A Century of Russian Ballet 2000». N.Y., Knopf, 1984;
- «Baryshnikov in Black and White». N.Y., Bloomsbury, 2002;
- «Неизвестный Барышников». М., Магистериум, 1998;
- «Георгий Алексидзе: Балет в меняющемся мире». СПб. Композитор, 2008;
- «А.Деген, И.Ступников: Петербургский балет 1903—2003». СПб. Балетные сезоны, 2003;
- «Никита Долгушин» (также автор одной из статей). СПб., 2008
- Колесников А. Г. «Незабываемая. Наталия Бессмертнова». — М.: Театралис, 2008. — 320; илл. с. — ISBN 978-5-902492-10-8. — также автор одной из глав
- Мейлах М. Эвтерпа, ты? Художественные заметки. Беседы с артистами русской эмиграции. СПб.: Новое литературное обозрение, 2008. Том 1: Балет — 864 с. — ISBN 978-5-86793-629-7
- «Речь без повода или колонки редактора», «Иностранка», «Чемодан», «Филиал», «Представление» и др., С. Довлатов: Изд-во «Азбука», СПб, 1998—2010 — фотоиллюстрации
- Статьи в журналах «Новый Американец», «Русский базар» и др.

## Авторские книги
- «Baryshnikov in Russia» N.Y., Holt, Rinehart and Winston, 1984, (переиздано в Германии)
- «Мариинский театр:Вчера, сегодня, 21-й век…». . Альбом. СПб., Санкт-Петербургский гуманитарный университет, 1997
- «Владимир Малахов». М., Алеаторика, 2003
- Аловерт Н. Петербургские зеркала. Балет в объективе художника Нины Аловерт. — М.: Редакция журнала "Балет", 2003. — 160 с. — 1000 экз. — ISBN 5-901818-04-0.
- Аловерт Н. Михаил Барышников. Я выбрал свою судьбу. — М.: АСТ-Пресс Книга, 2006. — 344 с. — (Звезды балета). — 5000 экз. — ISBN 5-462-00431-1.
- Аловерт Н. «Юлия Махалина». — М.: БуржуАзия МЕДИЯ, 2009. — 80 с. — 500 экз. — ISBN 978-5-98712-026-2.
- Аловерт Н. Николай Цискаридзе: «Полёта вольное упорство...». — М.: Театралис, 2010. — 528 с. — ISBN 978-5-902492-17-7.
- Аловерт Н. Борис Эйфман. Вчера, сегодня .... — Париж: Балтийские сезоны, 2012. — 144 с. — ISBN 978-5-903368-617-9.
- Аловерт Н., Боде Лео. Разговор по душам. E-mail роман. — Париж: Журнал "Звезда", 2014. — 304 с. — ISBN 978-5-7439-0194-4.
- Аловерт Н. Сергей Довлатов в фотографиях и воспоминаниях Нины Аловерт. — Владивосток: Полиграф-Сервис-Плюс, 2016. — 168 с. — ISBN 978-5-9905694-5-4.
- Аловерт Н. Портрет театральной эпохи / Ленинградская драматическая сцена 1960-70-х. Санкт-Петербург: Балтийские сезоны, 2018. 160 с. Ил. - ISBN 978-5-6040501-0-1
- Аловерт Н. Балет: бег времени. Фотогалерея Нины Аловерт / авт. - сост. Н.Н. Аловерт, Т.В. Власова, С.В. Лалетин, В.Г. Рашкович - Дальский - СПб.: СПБ ГБУК СПбГМТиМИ, 2021. - 300 с., ил. - ISBN 978-5-91461-070-5
- Аловерт Н. Андрис Лиепа. Автографы и имиджи. Фотографии Нины Аловерт. - АСТ, 2022. - 208 с., ил. - ISBN 978-5-17-145454-8

## Награды
- 1986. Премия «Эмми» за участие в съёмках фильма "Вольф Трап представляет Кировский балет: «Лебединое озеро». PBS, Washington (фотограф фильма)
- 2003. Диплом «За участие в сближении двух великих культур», международный фестиваль «Benois de la Danse», Москва
- 2003. Диплом и медаль за участие в Международной выставке ЛенЭКСПО.
- 2016. Специальный приз «Душа танца» журнала «Балет» – «За пропаганду отечественной хореографии за рубежом».

## Персональные выставки
- 1985 — Галерея «Gotham Book Mart Gallery[англ.]»
- 1994 — ЛенЭКСПО
- 1996 — Галерея Линкольн Центра
- 1998, 1999 — NY City Center
- 2003 — ресторан «Русский самовар» (Нью-Йорк, США);
- 2003 — Дворец Белосельских-Белозерских (Санкт-Петербург, Россия)
- 2003 — «Luke & A Gallery»: «В честь Нины Аловерт» (Лондон, Великобритания);
- 2004 – «National Arts Club» (Нью-Йорк, США);
- 2011 – Выставка, посвящённая С. Д. Довлатову (редакция журнала «Звезда», Санкт-Петербург, Россия);
- 2013 – Колумбийский университет, Институт Гарримана (Нью-Йорк, США);
- 2014 – «Беззаконные кометы» (Крокус-Экспо-14, Москва, Россия);
- 2015 – «Театр. Творчество. Любовь» (Рязанская областная универсальная научная библиотека имени Горького, Рязань, Россия);
- 2015 – «Друзей моих прекрасные черты» (галерея «АРКА», Владивосток, Россия; по приглашению консула США во Владивостоке);
- 2016 – «Довлатов и его окружение». Истории об американской эмиграции от Нины Аловерт. (В рамках довлатовского фестиваля «День Д». Музей Эрарта, Санкт-Петербург, Россия);
- 2016 – «Легенды русского балета» (The National Arts Club, Нью-Йорк, США);
- 2017 – «Соединяя берега». Выставка, посвящённая «третьей эмиграции» (Музей В. Л. Арсеньева, Владивосток, Россия).